# Sandwich, Kent
Sandwich este un oraș în comitatul Kent, regiunea South East, Anglia. Orașul se află în districtul Dover.
Legătura numelui orașului cu sandvișul este datorată lui John Montagu, al IV-lea Lord de Sandwich, presupusul inventator al sandvișului.